# Lécussan

Lécussan este o comună în departamentul Haute-Garonne din sudul Franței. În 2009 avea o populație de 311 de locuitori.

## Evoluția populației
| An        | 1975 | 1982 | 1990 | 1999 | 2006 | 2009 |
| --------- | ---- | ---- | ---- | ---- | ---- | ---- |
| Populație | 243  | 221  | 217  | 206  | 282  | 311  |